# ロイヤルタッチ
ロイヤルタッチ（欧字名:Royal Touch、1993年3月24日 - 2019年2月2日）は、日本の競走馬、種牡馬。主な勝ち鞍に1995年のラジオたんぱ杯3歳ステークス、1996年のきさらぎ賞。
サンデーサイレンスの2世代目産駒としてバブルガムフェロー、ダンスインザダーク、イシノサンデーとともに「サンデー四天王」を形成した。
半兄に1993年の東京優駿（日本ダービー）を優勝したウイニングチケット（父トニービン）がいる。

## 競走馬時代

### 3歳（1995年）
デビュー戦は1995年12月3日、1番人気に推され武豊騎乗で勝利した。
鞍上にオリビエ・ペリエを迎えた2戦目のラジオたんぱ杯3歳ステークスでは、イシノサンデー（1番人気）、ダンスインザダーク（2番人気）を抑え勝利した。このレースではサンデーサイレンス産駒が1着から3着までを占め、朝日杯3歳ステークスを優勝したバブルガムフェローとともに翌年のクラシックもサンデーサイレンス一色の雰囲気を作り出した。

### 4歳（1996年）
4歳初戦のきさらぎ賞でもペリエが騎乗、ダンスインザダークとの一騎討ちを制し、重賞2連勝となった。
次走の若葉ステークスでは短期免許が切れたペリエが帰国したため、蛯名正義が騎乗。無敗のままクラシックロードを進むかに見えたが、重馬場の影響もありミナモトマリノスに2馬身半の差を付けられた2着と完敗、初黒星を喫した。
皐月賞では騎乗予定だった蛯名が騎乗停止中で騎乗できず、南井克巳が騎乗。弥生賞を勝利したダンスインザダークが熱発で、スプリングステークスを勝利したバブルガムフェローが骨折でともに出走を回避したため、押し出される形で1番人気になったが、イシノサンデーを捕らえ切れず2着に惜敗した。日本ダービーでも南井が騎乗して兄弟制覇を狙ったが、フサイチコンコルドの末脚になす術もなく4着に敗れ、デビュー以来初めて連対を逃した。
秋は鞍上に岡部幸雄を迎え、ライバルたちに先んじて函館記念から始動したが、古馬の壁に跳ね返されて6着に敗れ、当時菊花賞のステップレースであった京都新聞杯でもダンスインザダークに完敗。そして、菊花賞でもダンスインザダークの鬼脚に屈し2着に敗れ、結局クラシックを1つも勝つ事ができなかった。
年末の有馬記念では、この年の三冠を走った馬として唯一出走。2歳上のサクラローレル、1歳上のマーベラスサンデー、マイネルブリッジに次ぐ4着と健闘した。

### 5歳（1997年）
5歳初戦の京都記念では約1年ぶりの勝利を期待されて、久々に1番人気に推されたが、ユウトウセイに敗れた。続く産経大阪杯でもマーベラスサンデー、ユウトウセイの3着に敗れ、天皇賞（春）ではレース中に跛行を発症して競走中止となり、勝利から見放されてしまった。
故障明けで6か月ぶりの実戦となった天皇賞（秋）では、岡部がバブルガムフェローに騎乗するため、蛯名正義を鞍上に迎えたが、同厩のエアグルーヴと同期のバブルガムフェローの壮絶な叩き合いに加われず、4着に敗れた。そして、次走のジャパンカップでは11着と初めて二桁着順を喫した。
その後、脚部不安で1年間休養ののち引退した。

## 競走成績
以下の内容は、netkeiba.comおよびJBISサーチに基づく。
| 年月日     | 競馬場 | 競走名           | 格   | 距離（馬場）  | 頭 数 | 枠 番 | 馬 番 | オッズ（人気） | 着順 | タイム （上り3F） | 着差 | 騎手     | 斤量 （kg） | 勝ち馬/（2着馬）       |
| ---------- | ------ | ---------------- | ---- | ------------- | ----- | ----- | ----- | -------------- | ---- | ----------------- | ---- | -------- | ----------- | ---------------------- |
| 1995.12.03 | 阪神   | 3歳新馬          |      | 芝2000m（良） | 11    | 6     | 6     | 02.0（1人）    | 1着  | 2:05.2 (34.8)     | -0.1 | 武豊     | 54          | （エイシンエルーセラ） |
| 0000.12.23 | 阪神   | ラジオたんぱ3歳S | GIII | 芝2000m（良） | 15    | 5     | 9     | 09.4（4人）    | 1着  | 2:02.7 (34.8)     | -0.0 | O.ペリエ | 54          | （イシノサンデー）     |
| 1996.02.04 | 京都   | きさらぎ賞       | GIII | 芝1800m（良） | 10    | 8     | 9     | 01.7（1人）    | 1着  | 1:48.2 (34.7)     | -0.0 | O.ペリエ | 56          | （ダンスインザダーク） |
| 0000.03.17 | 中山   | 若葉S            | OP   | 芝2000m（不） | 12    | 7     | 9     | 01.1（1人）    | 2着  | 2:04.4 (38.0)     | -0.4 | 蛯名正義 | 56          | ミナモトマリノス       |
| 0000.04.14 | 中山   | 皐月賞           | GI   | 芝2000m（良） | 18    | 3     | 6     | 03.6（1人）    | 2着  | 2:00.8 (35.4)     | -0.1 | 南井克巳 | 57          | イシノサンデー         |
| 0000.06.02 | 東京   | 東京優駿         | GI   | 芝2400m（良） | 17    | 6     | 12    | 03.9（2人）    | 4着  | 2:26.8 (35.2)     | -0.7 | 南井克巳 | 57          | フサイチコンコルド     |
| 0000.08.18 | 函館   | 函館記念         | GIII | 芝2000m（良） | 12    | 6     | 8     | 02.3（1人）    | 6着  | 2:00.5 (35.8)     | -0.7 | 岡部幸雄 | 54          | ブライトサンディー     |
| 0000.10.13 | 京都   | 京都新聞杯       | GII  | 芝2200m（良） | 11    | 7     | 8     | 05.1（2人）    | 3着  | 2:14.3 (34.8)     | -0.2 | 岡部幸雄 | 57          | ダンスインザダーク     |
| 0000.11.03 | 京都   | 菊花賞           | GI   | 芝3000m（良） | 17    | 5     | 10    | 12.4（6人）    | 2着  | 3:05.2 (34.3)     | -0.1 | 岡部幸雄 | 57          | ダンスインザダーク     |
| 0000.12.22 | 中山   | 有馬記念         | GI   | 芝2500m（良） | 14    | 5     | 8     | 12.7（6人）    | 4着  | 2:35.0 (37.5)     | -1.2 | 岡部幸雄 | 55          | サクラローレル         |
| 1997.02.09 | 京都   | 京都記念         | GII  | 芝2200m（良） | 11    | 1     | 1     | 01.4（1人）    | 2着  | 2:14.9 (36.9)     | -0.3 | 岡部幸雄 | 57          | ユウトウセイ           |
| 0000.03.30 | 阪神   | 産経大阪杯       | GII  | 芝2000m（良） | 9     | 4     | 4     | 03.5（2人）    | 3着  | 2:02.2 (35.8)     | -0.2 | 岡部幸雄 | 56          | マーベラスサンデー     |
| 0000.04.27 | 京都   | 天皇賞（春）     | GI   | 芝3200m（良） | 16    | 1     | 2     | 11.4（4人）    |      | 競走中止          |      | 岡部幸雄 | 57          | マヤノトップガン       |
| 0000.10.26 | 東京   | 天皇賞（秋）     | GI   | 芝2000m（良） | 16    | 1     | 2     | 27.7（6人）    | 4着  | 1:59.9 (35.6)     | -0.9 | 蛯名正義 | 58          | エアグルーヴ           |
| 0000.11.23 | 東京   | ジャパンC        | GI   | 芝2400m（良） | 14    | 4     | 5     | 21.9（8人）    | 11着 | 2:27.1 (35.8)     | -1.3 | 蛯名正義 | 57          | ピルサドスキー         |

## 種牡馬として
1999年から北海道日高郡新ひだか町にあるアロースタッド（）で種牡馬生活を送っていた。
最初の数年間は良血を買われて年間100頭以上に種付けしていた（2001年は144頭）が、1世代上のフジキセキ、同期のダンスインザダークが早々に種牡馬となった事や、その後も数多くのサンデーサイレンス産駒が種牡馬になり、後継種牡馬が飽和気味となる中で、これといった代表産駒を出す事ができず、種牡馬成績は低迷していた。そのため、2003年を境に種付け数が激減し、種牡馬引退も危惧されていた矢先にアサヒライジングが2006年の牝馬クラシック戦線、アメリカ合衆国のGIで活躍したため、種牡馬生活が数年伸びたといわれている。
2013年に種牡馬を引退。種牡馬引退後は新ひだか町内にあるローリングエッグスクラブステーブルで功労馬として余生を送っていた。2018年12月にローリングエッグスクラブステーブルが閉鎖されたため、畠山牧場豊畑トレーニングセンターに移動して余生を送っていたが、2019年2月2日に老衰のため死亡した。26歳没。

### おもな産駒
- 2001年産
  - ビッグチャンス（九州ジュニアグランプリ）[8]
- 2002年産
  - ロマンタッチ（トレノ賞）[9]
- 2003年産
  - アサヒライジング（クイーンステークス、秋華賞2着、アメリカンオークス2着、ヴィクトリアマイル2着）[3][10]
  - ユウワン（九州ダービー栄城賞）[11]
  - ナイスジョーカー（のじぎく賞）[12]
- 2004年産
  - ワイティタッチ（MRO金賞、駿蹄賞、新緑賞、ゴールドウィング賞）[13]
- 2006年産
  - カキツバタロイヤル[3]（新緑賞、駿蹄賞、サンタアニタトロフィー連覇、川崎マイラーズ、埼玉新聞栄冠賞）[14]

## 血統表
| ロイヤルタッチの血統                                       | ロイヤルタッチの血統                  | ロイヤルタッチの血統            | （血統表の出典）                | （血統表の出典） |
| 父系                                                       | サンデーサイレンス系/ヘイロー系       | サンデーサイレンス系/ヘイロー系 | サンデーサイレンス系/ヘイロー系 | [ § 2 ]          |
| 父 *サンデーサイレンス Sunday Silence 1986 青鹿毛 アメリカ | 父の父Halo 1969 黒鹿毛 アメリカ       | Hail to Reason                  | Turn-to                         | Turn-to          |
| 父 *サンデーサイレンス Sunday Silence 1986 青鹿毛 アメリカ | 父の父Halo 1969 黒鹿毛 アメリカ       | Hail to Reason                  | Nothirdchance                   |                  |
| 父 *サンデーサイレンス Sunday Silence 1986 青鹿毛 アメリカ | 父の父Halo 1969 黒鹿毛 アメリカ       | Cosmah                          | Cosmic Bomb                     | Cosmic Bomb      |
| 父 *サンデーサイレンス Sunday Silence 1986 青鹿毛 アメリカ | 父の父Halo 1969 黒鹿毛 アメリカ       | Cosmah                          | Almahmoud                       |                  |
| 父 *サンデーサイレンス Sunday Silence 1986 青鹿毛 アメリカ | 父の母Wishing Well 1975 鹿毛 アメリカ | Understanding                   | Promised Land                   | Promised Land    |
| 父 *サンデーサイレンス Sunday Silence 1986 青鹿毛 アメリカ | 父の母Wishing Well 1975 鹿毛 アメリカ | Understanding                   | Pretty Ways                     |                  |
| 父 *サンデーサイレンス Sunday Silence 1986 青鹿毛 アメリカ | 父の母Wishing Well 1975 鹿毛 アメリカ | Mountain Flower                 | Montparnasse                    | Montparnasse     |
| 父 *サンデーサイレンス Sunday Silence 1986 青鹿毛 アメリカ | 父の母Wishing Well 1975 鹿毛 アメリカ | Mountain Flower                 | Edelweiss                       |                  |
| 母 パワフルレディ 1981 黒鹿毛                              | 母の父マルゼンスキー 1974 鹿毛        | Nijinsky                        | Northern Dancer                 | Northern Dancer  |
| 母 パワフルレディ 1981 黒鹿毛                              | 母の父マルゼンスキー 1974 鹿毛        | Nijinsky                        | Flaming Page                    |                  |
| 母 パワフルレディ 1981 黒鹿毛                              | 母の父マルゼンスキー 1974 鹿毛        | *シル Shill                     | Buckpasser                      | Buckpasser       |
| 母 パワフルレディ 1981 黒鹿毛                              | 母の父マルゼンスキー 1974 鹿毛        | *シル Shill                     | Quill                           |                  |
| 母 パワフルレディ 1981 黒鹿毛                              | 母の母ロッチテスコ 1975 鹿毛          | *テスコボーイ Tesco Boy         | Princely Gift                   | Princely Gift    |
| 母 パワフルレディ 1981 黒鹿毛                              | 母の母ロッチテスコ 1975 鹿毛          | *テスコボーイ Tesco Boy         | Suncourt                        |                  |
| 母 パワフルレディ 1981 黒鹿毛                              | 母の母ロッチテスコ 1975 鹿毛          | スターロツチ                    | *ハロウェー                     | *ハロウェー      |
| 母 パワフルレディ 1981 黒鹿毛                              | 母の母ロッチテスコ 1975 鹿毛          | スターロツチ                    | コロナ                          |                  |
| 母系(F-No.)                                                | スターロッチ系(FN:11-c)               | スターロッチ系(FN:11-c)         | スターロッチ系(FN:11-c)         | [ § 3 ]          |
| 5代内の近親交配                                            | 5代内アウトブリード                   | 5代内アウトブリード             | 5代内アウトブリード             | [ § 4 ]          |
| 出典                                                       | 1. 2. 3. 4.                           | 1. 2. 3. 4.                     | 1. 2. 3. 4.                     | 1. 2. 3. 4.      |

- 半兄ウイニングチケット（父トニービン）はGI日本ダービー・GII弥生賞・GII京都新聞杯勝ち。
- 甥エアセレソンはGIII新潟大賞典勝ち馬。
- 母パワフルレディの半弟（本馬の叔父にあたる）にカリスタグローリ（父ブレイヴェストローマン、クリスタルカップGIII勝ち）。
- 3代母スターロツチは優駿牝馬と有馬記念優勝馬。子孫から下記を輩出し、一大牝系を築く。（カッコ内はスターロツチを基準とする。）
  - マチカネタンホイザ（曾孫、高松宮杯GIIほか重賞4勝）
  - サクラユタカオー（曾孫、天皇賞・秋GIほか重賞3勝、種牡馬として多数の活躍馬を輩出）
  - サクラシンゲキ（曾孫、安田記念ほか）
  - サクラスターオー（4代孫、皐月賞GI・菊花賞GI優勝馬）
  - ハードバージ（孫、皐月賞優勝馬）
  - マチカネイワシミズ（孫、種牡馬）
  - オースミロッチ（曾孫、京都大賞典GII、京都記念GII優勝馬）